# Кубок Англії з футболу 1988—1989
Кубок Англії з футболу 1988—1989 — 108-й розіграш найстарішого футбольного турніру у світі, Кубка виклику Футбольної Асоціації, також відомого як Кубок Англії.

## Перший раунд
| Дата                      | Господарі          | Рахунок | Гості                   |
| ------------------------- | ------------------ | ------- | ----------------------- |
| 19 листопада              | Йовіл Таун         | 3:2     | Мертір-Тідвіл           |
| 19 листопада              | Вокінг             | 1:4     | Кембридж Юнайтед        |
| 19 листопада              | Веллінг Юнайтед    | 3:0     | Бромсгроув Роверз       |
| 19 листопада              | Вотерлувілл        | 1:4     | Айлесбері Юнайтед       |
| 19 листопада              | Торкі Юнайтед      | 2:2     | Фарем Таун              |
| 23 листопада Перегравання | Фарем Таун         | 2:3     | Торкі Юнайтед           |
| 19 листопада              | Телфорд Юнайтед    | 1:1     | Карлайл Юнайтед         |
| 22 листопада Перегравання | Карлайл Юнайтед    | 4:1     | Телфорд Юнайтед         |
| 19 листопада              | Свонсі Сіті        | 3:1     | Нортгемптон Таун        |
| 19 листопада              | Стаффорд Рейнджерс | 2:2     | Кру Александра          |
| 22 листопада Перегравання | Кру Александра     | 3:2     | Стаффорд Рейнджерс      |
| 19 листопада              | Саутпорт           | 0:2     | Порт Вейл               |
| 19 листопада              | Скарборо           | 2:1     | Стокпорт Каунті         |
| 19 листопада              | Ранкорн            | 2:2     | Рексем                  |
| 22 листопада Перегравання | Рексем             | 2:3     | Ранкорн                 |
| 19 листопада              | Ротергем Юнайтед   | 3:1     | Барроу                  |
| 19 листопада              | Редінг             | 4:2     | Гендон                  |
| 19 листопада              | Престон Норт-Енд   | 1:1     | Транмер Роверз          |
| 22 листопада Перегравання | Транмер Роверз     | 3:0     | Престон Норт-Енд        |
| 19 листопада              | Ньюпорт Каунті     | 1:2     | Мейдстоун Юнайтед       |
| 19 листопада              | Менсфілд Таун      | 1:1     | Шеффілд Юнайтед         |
| 22 листопада Перегравання | Шеффілд Юнайтед    | 2:1     | Менсфілд Таун           |
| 19 листопада              | Кеттерінг Таун     | 2:1     | Дартфорд                |
| 19 листопада              | Гаддерсфілд Таун   | 1:1     | Рочдейл                 |
| 28 листопада Перегравання | Рочдейл            | 3:4     | Гаддерсфілд Таун        |
| 19 листопада              | Гартліпул Юнайтед  | 2:0     | Віган Атлетік           |
| 19 листопада              | Галіфакс Таун      | 1:0     | Йорк Сіті               |
| 19 листопада              | Гізборо Таун       | 0:1     | Бері                    |
| 19 листопада              | Грімсбі Таун       | 1:0     | Вулвергемптон Вондерерз |
| 19 листопада              | Джиллінгем         | 3:3     | Пітерборо Юнайтед       |
| 23 листопада Перегравання | Пітерборо Юнайтед  | 1:0     | Джиллінгем              |
| 19 листопада              | Фулгем             | 0:1     | Колчестер Юнайтед       |
| 19 листопада              | Фріклі Атлетік     | 0:2     | Нортвіч Вікторія        |
| 19 листопада              | Енфілд             | 1:1     | Лейтон Орієнт           |
| 28 листопада Перегравання | Лейтон Орієнт      | 1:0     | Енфілд                  |
| 19 листопада              | Донкастер Роверз   | 0:0     | Брендон Юнайтед         |
| 22 листопада Перегравання | Брендон Юнайтед    | 1:2     | Донкастер Роверз        |
| 19 листопада              | Дарлінгтон         | 1:2     | Ноттс Каунті            |
| 19 листопада              | Дагенем            | 0:4     | Саттон Юнайтед          |
| 19 листопада              | Кардіфф Сіті       | 3:0     | Герефорд Юнайтед        |
| 19 листопада              | Бернлі             | 0:2     | Честер Сіті             |
| 19 листопада              | Бристоль Сіті      | 3:1     | Саутенд Юнайтед         |
| 19 листопада              | Брентфорд          | 2:0     | Хейлзовен Таун          |
| 19 листопада              | Болтон Вондерерз   | 0:0     | Честерфілд              |
| 28 листопада Перегравання | Честерфілд         | 2:3     | Болтон Вондерерз        |
| 19 листопада              | Богнор Ріджіс Таун | 2:1     | Ексетер Сіті            |
| 19 листопада              | Блекпул            | 2:1     | Сканторп Юнайтед        |
| 19 листопада              | Бат Сіті           | 2:0     | Грейс Атлетік           |
| 19 листопада              | Олтрінгем          | 3:2     | Лінкольн Сіті           |
| 19 листопада              | Олдершот           | 1:0     | Хейєс                   |
| 20 листопада              | Бристоль Роверз    | 3:0     | Фішер Атлетік           |

## Другий раунд
До другого раунду увійшли переможці першого раунду. 
| Дата                   | Господарі          | Рахунок | Гості             |
| ---------------------- | ------------------ | ------- | ----------------- |
| 10 грудня              | Йовіл Таун         | 1:1     | Торкі Юнайтед     |
| 14 грудня Перегравання | Торкі Юнайтед      | 1:0     | Йовіл Таун        |
| 10 грудня              | Скарборо           | 0:1     | Карлайл Юнайтед   |
| 10 грудня              | Ранкорн            | 0:3     | Кру Александра    |
| 10 грудня              | Редінг             | 1:1     | Мейдстоун Юнайтед |
| 14 грудня Перегравання | Мейдстоун Юнайтед  | 1:2     | Редінг            |
| 10 грудня              | Пітерборо Юнайтед  | 0:0     | Брентфорд         |
| 14 грудня Перегравання | Брентфорд          | 3:2     | Пітерборо Юнайтед |
| 10 грудня              | Нортвіч Вікторія   | 1:2     | Транмер Роверз    |
| 10 грудня              | Кеттерінг Таун     | 2:1     | Бристоль Роверз   |
| 10 грудня              | Гаддерсфілд Таун   | 1:0     | Честер Сіті       |
| 10 грудня              | Гартліпул Юнайтед  | 1:0     | Ноттс Каунті      |
| 10 грудня              | Грімсбі Таун       | 3:2     | Ротергем Юнайтед  |
| 10 грудня              | Колчестер Юнайтед  | 2:2     | Свонсі Сіті       |
| 13 грудня Перегравання | Свонсі Сіті        | 1:3     | Колчестер Юнайтед |
| 10 грудня              | Болтон Вондерерз   | 1:2     | Порт Вейл         |
| 10 грудня              | Богнор Ріджіс Таун | 0:1     | Кембридж Юнайтед  |
| 10 грудня              | Блекпул            | 3:0     | Бері              |
| 10 грудня              | Бат Сіті           | 0:0     | Веллінг Юнайтед   |
| 14 грудня Перегравання | Веллінг Юнайтед    | 3:2     | Бат Сіті          |
| 10 грудня              | Айлесбері Юнайтед  | 0:1     | Саттон Юнайтед    |
| 10 грудня              | Олтрінгем          | 0:3     | Галіфакс Таун     |
| 10 грудня              | Олдершот           | 1:1     | Бристоль Сіті     |
| 13 грудня Перегравання | Бристоль Сіті      | 0:0     | Олдершот          |
| 20 грудня Перегравання | Олдершот           | 2:2     | Бристоль Сіті     |
| 22 грудня Перегравання | Бристоль Сіті      | 1:0     | Олдершот          |
| 11 грудня              | Енфілд             | 1:4     | Кардіфф Сіті      |
| 11 грудня              | Донкастер Роверз   | 1:3     | Шеффілд Юнайтед   |

## Третій раунд
| Дата                  | Господарі                | Рахунок | Гості                |
| --------------------- | ------------------------ | ------- | -------------------- |
| 7 січня               | Вест-Бромвіч Альбіон     | 1:1     | Евертон              |
| 11 січня Перегравання | Евертон                  | 1:0     | Вест-Бромвіч Альбіон |
| 7 січня               | Веллінг Юнайтед          | 0:1     | Блекберн Роверз      |
| 7 січня               | Волсолл                  | 1:1     | Брентфорд            |
| 10 січня Перегравання | Брентфорд                | 1:0     | Волсолл              |
| 7 січня               | Транмер Роверз           | 1:1     | Редінг               |
| 11 січня Перегравання | Редінг                   | 2:1     | Транмер Роверз       |
| 7 січня               | Саттон Юнайтед           | 2:1     | Ковентрі Сіті        |
| 7 січня               | Сандерленд               | 1:1     | Оксфорд Юнайтед      |
| 11 січня Перегравання | Оксфорд Юнайтед          | 2:0     | Сандерленд           |
| 7 січня               | Сток Сіті                | 1:0     | Крістал Пелес        |
| 7 січня               | Шрусбері Таун            | 0:3     | Колчестер Юнайтед    |
| 7 січня               | Шеффілд Венсдей          | 5:1     | Торкі Юнайтед        |
| 7 січня               | Портсмут                 | 1:1     | Свіндон Таун         |
| 10 січня Перегравання | Свіндон Таун             | 2:0     | Портсмут             |
| 7 січня               | Плімут Аргайл            | 2:0     | Кембридж Юнайтед     |
| 7 січня               | Ноттінгем Форест         | 3:0     | Іпсвіч Таун          |
| 7 січня               | Ньюкасл Юнайтед          | 0:0     | Вотфорд              |
| 10 січня Перегравання | Вотфорд                  | 2:2     | Ньюкасл Юнайтед      |
| 16 січня Перегравання | Ньюкасл Юнайтед          | 0:0     | Вотфорд              |
| 18 січня Перегравання | Вотфорд                  | 1:0     | Ньюкасл Юнайтед      |
| 7 січня               | Міллволл                 | 3:2     | Лутон Таун           |
| 7 січня               | Мідлсбро                 | 1:2     | Грімсбі Таун         |
| 7 січня               | Манчестер Юнайтед        | 0:0     | Квінз Парк Рейнджерс |
| 11 січня Перегравання | Квінз Парк Рейнджерс     | 2:2     | Манчестер Юнайтед    |
| 23 січня Перегравання | Манчестер Юнайтед        | 3:0     | Квінз Парк Рейнджерс |
| 7 січня               | Манчестер Сіті           | 1:0     | Лестер Сіті          |
| 7 січня               | Кеттерінг Таун           | 1:1     | Галіфакс Таун        |
| 10 січня Перегравання | Галіфакс Таун            | 2:3     | Кеттерінг Таун       |
| 7 січня               | Гаддерсфілд Таун         | 0:1     | Шеффілд Юнайтед      |
| 7 січня               | Гартліпул Юнайтед        | 1:0     | Бристоль Сіті        |
| 7 січня               | Дербі Каунті             | 1:1     | Саутгемптон          |
| 10 січня Перегравання | Саутгемптон              | 1:2     | Дербі Каунті         |
| 7 січня               | Кру Александра           | 2:3     | Астон Вілла          |
| 7 січня               | Чарльтон Атлетік         | 2:1     | Олдем Атлетік        |
| 7 січня               | Карлайл Юнайтед          | 0:3     | Ліверпуль            |
| 7 січня               | Кардіфф Сіті             | 1:2     | Галл Сіті            |
| 7 січня               | Брайтон енд Гоув Альбіон | 1:2     | Лідс Юнайтед         |
| 7 січня               | Бредфорд Сіті            | 1:0     | Тоттенгем Готспур    |
| 7 січня               | Блекпул                  | 0:1     | Борнмут              |
| 7 січня               | Бірмінгем Сіті           | 0:1     | Вімблдон             |
| 7 січня               | Барнслі                  | 4:0     | Челсі                |
| 8 січня               | Вест Гем Юнайтед         | 2:2     | Арсенал              |
| 11 січня Перегравання | Арсенал                  | 0:1     | Вест Гем Юнайтед     |
| 8 січня               | Порт Вейл                | 1:3     | Норвіч Сіті          |

## Четвертий раунд
У цьому раунді зіграли переможці попереднього етапу.
| Дата                  | Господарі         | Рахунок | Гості             |
| --------------------- | ----------------- | ------- | ----------------- |
| 28 січня              | Вотфорд           | 2:1     | Дербі Каунті      |
| 28 січня              | Свіндон Таун      | 0:0     | Вест Гем Юнайтед  |
| 1 лютого Перегравання | Вест Гем Юнайтед  | 1:0     | Свіндон Таун      |
| 28 січня              | Сток Сіті         | 3:3     | Барнслі           |
| 31 січня Перегравання | Барнслі           | 2:1     | Сток Сіті         |
| 28 січня              | Шеффілд Юнайтед   | 3:3     | Колчестер Юнайтед |
| 31 січня Перегравання | Колчестер Юнайтед | 0:2     | Шеффілд Юнайтед   |
| 28 січня              | Плімут Аргайл     | 1:1     | Евертон           |
| 31 січня Перегравання | Евертон           | 4:0     | Плімут Аргайл     |
| 28 січня              | Ноттінгем Форест  | 2:0     | Лідс Юнайтед      |
| 28 січня              | Норвіч Сіті       | 8:0     | Саттон Юнайтед    |
| 28 січня              | Манчестер Юнайтед | 4:0     | Оксфорд Юнайтед   |
| 28 січня              | Гартліпул Юнайтед | 1:1     | Борнмут           |
| 31 січня Перегравання | Борнмут           | 5:2     | Гартліпул Юнайтед |
| 28 січня              | Грімсбі Таун      | 1:1     | Редінг            |
| 1 лютого Перегравання | Редінг            | 1:2     | Грімсбі Таун      |
| 28 січня              | Чарльтон Атлетік  | 2:1     | Кеттерінг Таун    |
| 28 січня              | Брентфорд         | 3:1     | Манчестер Сіті    |
| 28 січня              | Бредфорд Сіті     | 1:2     | Галл Сіті         |
| 28 січня              | Блекберн Роверз   | 2:1     | Шеффілд Венсдей   |
| 28 січня              | Астон Вілла       | 0:1     | Вімблдон          |
| 29 січня              | Міллволл          | 0:2     | Ліверпуль         |

## П'ятий раунд
На цьому етапі зіграли переможці попереднього раунду.
| Дата                   | Господарі         | Рахунок | Гості             |
| ---------------------- | ----------------- | ------- | ----------------- |
| 18 лютого              | Вімблдон          | 3:1     | Грімсбі Таун      |
| 18 лютого              | Норвіч Сіті       | 3:2     | Шеффілд Юнайтед   |
| 18 лютого              | Галл Сіті         | 2:3     | Ліверпуль         |
| 18 лютого              | Чарльтон Атлетік  | 0:1     | Вест Гем Юнайтед  |
| 18 лютого              | Борнмут           | 1:1     | Манчестер Юнайтед |
| 22 лютого Перегравання | Манчестер Юнайтед | 1:0     | Борнмут           |
| 18 лютого              | Блекберн Роверз   | 0:2     | Брентфорд         |
| 18 лютого              | Барнслі           | 0:1     | Евертон           |
| 19 лютого              | Вотфорд           | 0:3     | Ноттінгем Форест  |

## Шостий раунд
На цьому етапі зіграли переможці попереднього раунду.
| Дата                    | Господарі         | Рахунок | Гості            |
| ----------------------- | ----------------- | ------- | ---------------- |
| 18 березня              | Вест Гем Юнайтед  | 1:1     | Норвіч Сіті      |
| 22 березня Перегравання | Норвіч Сіті       | 3:1     | Вест Гем Юнайтед |
| 18 березня              | Манчестер Юнайтед | 0:1     | Ноттінгем Форест |
| 18 березня              | Ліверпуль         | 4:0     | Брентфорд        |
| 19 березня              | Евертон           | 1:0     | Вімблдон         |

## Півфінали
У півфіналах зіграли команди, що перемогли на попередньому етапі.
| Дата      | Господарі | Рахунок | Гості            |
| --------- | --------- | ------- | ---------------- |
| 15 квітня | Евертон   | 1:0     | Норвіч Сіті      |
| 7 травня  | Ліверпуль | 3:1     | Ноттінгем Форест |

## Фінал
| 20 травня 1989 |

| «Ліверпуль»              | 3:2 дч   | «Евертон»         |
| ------------------------ | -------- | ----------------- |
| Олдрідж 4' Раш 95', 104' | Протокол | Макколл 89', 102' |

| Вемблі, Лондон Глядачів: 82 800 Арбітр: Джо Ворралл |